# Tony Beanland
Anthony Beanland (sinh ngày 11 tháng 1 năm 1944) là một cựu cầu thủ bóng đá người Anh thi đấu ở vị trí hậu vệ. Ông ra sân tại English Football League cho Southport, Southend United, Wrexham và Bradford Park Avenue.